# Житловий будинок Солодова
Житловий будинок Солодова (рос. Дом Ф. Н. Солодова) — об'єкт культурної спадщини регіонального значення в місті Ростов-на-Дону, за адресою Газетний провулок, 47. Побудований в XIX столітті.

## Історія
У 1880-х роках територія будівлі була збільшена за рахунок прибудови двоповерхового крила згідно проекту, розробленого архітектором Миколою Олександровичем Дорошенко. Власником будинку був володар борошномельної фабрики Солодов. Будівля входила до складу комплексу фабрики Солодова та мала єдину з ним адресу. На початку XX століття в документах значилась як власність дружини Солодова — Катерини Миколаївни Солодової. Потім в будівлі був розташований «Будинок робітників просвіти», який мав другу назву «Будинок вчителя». В ньому була велика бібліотека, якою користувались вчителі та школярі.

## Опис
Житловий будинок побудований у стилі еклектика. Віконні отвори оформлені сандриками прямокутної форми, підвіконні ніші — розетками. Двоповерховий будинок є прямокутним у плані, підвал розташований в центральній частині будівлі. Дах завершується двома чотиригранними наметами. Будівля оштукатурена.
Напівциркульні віконні отвори оформлені простими лиштвами. Парапет з ажурним металічним огородженням. Ліпний декор представлений маскаронами, які слугують прикрасою для замкових каменів та кронштейнів, вони також зустрічаються при оформлені аттиків.
Під час проведення ремонтних робіт неодноразово перероблявся дворовий фасад, після війни був перероблений дах, здійснена заміна перекриття. Втрачені решітки на вікнах першого поверху, як і первинне заповнення віконного та дверного отворів.